# Ілля
Ілля́ — українська версія біблійного (староєврейського) імені Еліягу (івр. אליהו). Найвідоміший носій — біблійний пророк Ілля, якого рівно поважають юдаїзм, християнство та іслам.
Ім'я Еліягу (івр. אליהו, досл. «Бог — Сущий (Сутній) Ягве»), походить від Елі (іврит אלי&, трансліт. Елі, досл. «Бог») й Ягу (івр. יהו&, трансліт. Ягу, досл. «сущий», «сутній»), та буквально означає «той, що є». Також коротка форма невимовного Імені Бога, багато перекладачів Біблії усунули зі своїх перекладів Боже ім'я та замінили його на титул «Господь»). Значення імені: мій Бог — Бог істинний. Таким чином ім'я Ілля можна перекласти як «Бог-сущий», «Бог-той, що є/існує».
Тим самим ім'я Ілля належить до теофорних імен (від грец. θέος — Бог), що включають слово «Бог» або ім'я Бога.
В українській мові історична форма кличного відмінка «Іллє́» зазнала водноманітнення відмінкових закінчень іменників першої відміни м'якої групи та перетворилася на сучасну форму «Ілле́».

## Іншомовні аналоги

### Чоловічі імена
- азерб. — Ilyas (Ільяс)
- англ. — переклад: Ilia; аналоги: Elijah (Ела́йя, Іла́йджа), Elias (Ела́єс, Іла́єс), Elihu (Еліу, Ілайг'ю)
- араб. — إيليا (Ілья́), إلياس (Ілья́с)
- біл. — Ілья, Ілля, Ільля, народні форми: Галляш, Гальляш, Ілляш, Ільляш, церк. Ілія, зменшувальні: Галляш, Гальляш, Іллюк, Ільлюк, Ілляш, Ільляш, Ілька
- болг. — Ілія, зменшувальні: Іло, Ілє, Ілко, Ільо, Ілчо, Ілійчо, Лічо, Лічє. Похідні: Іліан, Іліян, Ілін, зменшувальні: Іліанчо, Іліянчо, Ілінчо, Ілко, Ільо, Ілчо, Іло, Ілє
- брет. — Eliez (Ельєз), Eliaz (Еліаз)
- вал. — Elis (Еліс), Eleias (Елєйас)
- вірм. — Եղիա (Еʁиа, Єліа)
- грец. — Ηλίας (Іліас)
- груз. — ილია (Іліа)
- дан. — Elias (Еліас)
- Есперанто — Elija[джерело не вказане 2629 днів]
- ест. — Elias (Еліас), Eelias (Ееліас)[джерело не вказане 2629 днів]
- івр. — אליהו (Еліягу́), איליה (Ілія)
- ісп. — Elías (Еліас)
- іт. — Elia (Еліа)
- карач.-балк. — Елія
- кирг. — Ільяс
- кит. — кант. трад. 伊利亞, спр. 伊利亚  , ютпхін: ji1lei6aa3, єль: yi1lei6a3, кант.-укр.: ілейа:, піньїнь: yīlìyà, палл.: ілія
- комі — Ілля
- кор. — кор. 일리야, (Іллійа)
- мор. — Ілько
- нід. — Elias (Еліас)
- нім. — Elias (Еліас), зменшувальні: Ellis (Елліс), Eli (Елі)
- норв. (bokmål) — Elias (Еліас)
- осет. — ір. Ілла, діг. Йеліа
- пол. — Eliasz (Еляш), зменшувальні: Eliaszek (Еляшек), Eliuś (Елюсь)
- порт. — Elias (порт. Еліаш, браз. Еліас), зменшувальні: El (Ел), Eli (Елі), Li (Лі), Lias (Ліаш, Ліас), Liasinho (Ліазінью), Litinho (Літінью), Lizinho (Лізінью), Lilias (Ліліаш, Ліліас)
- серб. — Іліја, Ilija (Ілія), зменшувальні: Ілє, Ile (Ілє)[джерело не вказане 2629 днів]
- татар. — Ільяс[джерело не вказане 2629 днів]
- турец. — İlyas (Ілья́с)[джерело не вказане 2629 днів]
- угор. — Illés
- удм. — Ілля[джерело не вказане 2629 днів]
- укр. — Ілля, народна форма: Ілько, зменшувальні: Ілько, Ілаш, Ілашко, Ілюша, Ілюшка
- фін. — переклад: Ilja; аналоги: Eljas (Ельяс), Eelis, Elis
- фр. — Élie (Елі), Elias (Еліас), похідне: Elière (Ельєр)
- чес. — Eliáš (Еліаш), Ilja (Ілля); зменшувальні: Ela (Ела), Eliášek (Еліашек), Iljuška (Іллюшка), Ilječka (Іллєчка), Iloušek (Ілоушек), Ilek (Ілєк)
- чув. — Іллє[джерело не вказане 2629 днів]
- швед. — Elias (Еліас)
- як. — Илдьаа, Иддьаа (Илджаа, Иджаа)[джерело не вказане 2629 днів]
- яп. — яп. イリヤ (Ірія), яп. エリヤ (Ерія)[джерело не вказане 2629 днів]

### Жіночі імена
- рос. — Ілліна[джерело не вказане 2629 днів]
- болг. — похідні: Іліана, Іліяна, Іліна, зменшувальні: Іліанка, Іліянка, Ілінка, Ілка[джерело не вказане 2629 днів]
- серб. — похідні: Іліјана, Ilijana (Іліяна), Ілінка, Ilinka (Ілінка), зменшувальні: Іца, Ica (Іца)[джерело не вказане 2629 днів]
- фр. — Elia (Еліа), похідні: Eliette (Ельєтт)[джерело не вказане 2629 днів]
- каз. — Алія[джерело не вказане 2629 днів]